# La Tarentule au ventre noir
Pour plus de détails, voir Fiche technique et Distribution.
La Tarentule au ventre noir (La tarantola dal ventre nero) est un film franco-italien réalisé par Paolo Cavara, sorti en 1971. Il s'agit d'un giallo mâtiné d'horreur s'inspirant du film à succès de Dario Argento L'Oiseau au plumage de cristal (L'uccello dalle piume di cristallo) sorti en 1970.

## Synopsis
Le commissaire Tellini (Giancarlo Giannini) enquête sur l'assassinat sordide de Maria Zani (Barbara Bouchet). Tellini découvre l’infidélité de cette dernière. Il apprend également qu'elle était depuis peu la cible d'un maître chanteur. De son côté, pour se disculper et découvrir la vérité, son mari, Paolo Zani (Silvano Tranquilli) embauche un détective privé (Ettore Mattia) qui découvre le maître chanteur. Mais une seconde femme est assassinée dans des circonstances similaires et l'enquête s'emballe, mettant Tellini sur la piste d'un tueur en série…

## Fiche technique
- Titre français : La Tarentule au ventre noir[1]
- Titre original : La tarantola dal ventre nero
- Réalisation : Paolo Cavara
- Scénario : Marcello Danon, Lucille Lukas
- Photographie : Marcello Gatti
- Montage : Mario Morra
- Musique : Ennio Morricone
- Producteur : Marcello Danon
- Société de production : Da Ma Produzione, P. A. C.
- Pays d'origine :  Italie,  France
- Langage : Italien
- Format : couleur
- Genre : giallo
- Durée :
  -  Italie : 98 minutes
  -  France : 89 minutes
- Dates de sortie :
  -  Italie : 12 août 1971
  -  France : 19 juillet 1972
- Film interdit aux moins de 12 ans.
- Affiche : Raymond Elseviers (Belgique)

## Distribution
- Giancarlo Giannini (VF: Dominique Paturel): commissaire Tellini
- Claudine Auger : Laura
- Barbara Bach : Jenny
- Silvano Tranquilli : Paolo Zani
- Stefania Sandrelli : Alba Tellini
- Barbara Bouchet : Maria Zani
- Anna Saia : ami de Maria Zani
- Annabella Incontrera : Mirta Ricci
- Eugene Walter (it) : Ginetto
- Rossella Falk : Franca Valentino
- Ezio Marano (it) : masseur
- Guerrino Crivello (it) : testimone
- Giancarlo Prete : Mario
- Nino Vingelli : inspecteur Di Giacomo
- Daniele Dublino (it) : entomologiste
- Giuseppe Fortis (it) : psychiatre
- Fulvio Mingozzi : chirurgien
- Giorgio Dolfin : un policier
- Carla Mancini : cliente du salon
- Eleonora Giorgi : serveuse du salon
- Ettore Mattia : détective privé
- Antonio Anelli : un policier
- Alfonso Giganti : un policier
- Filippo Perego : un policier

## Autour du film
- Le film a été tourné dans la ville de Rome.
- Premier rôle au cinéma pour Eleonora Giorgi.